# Nålmikrofon

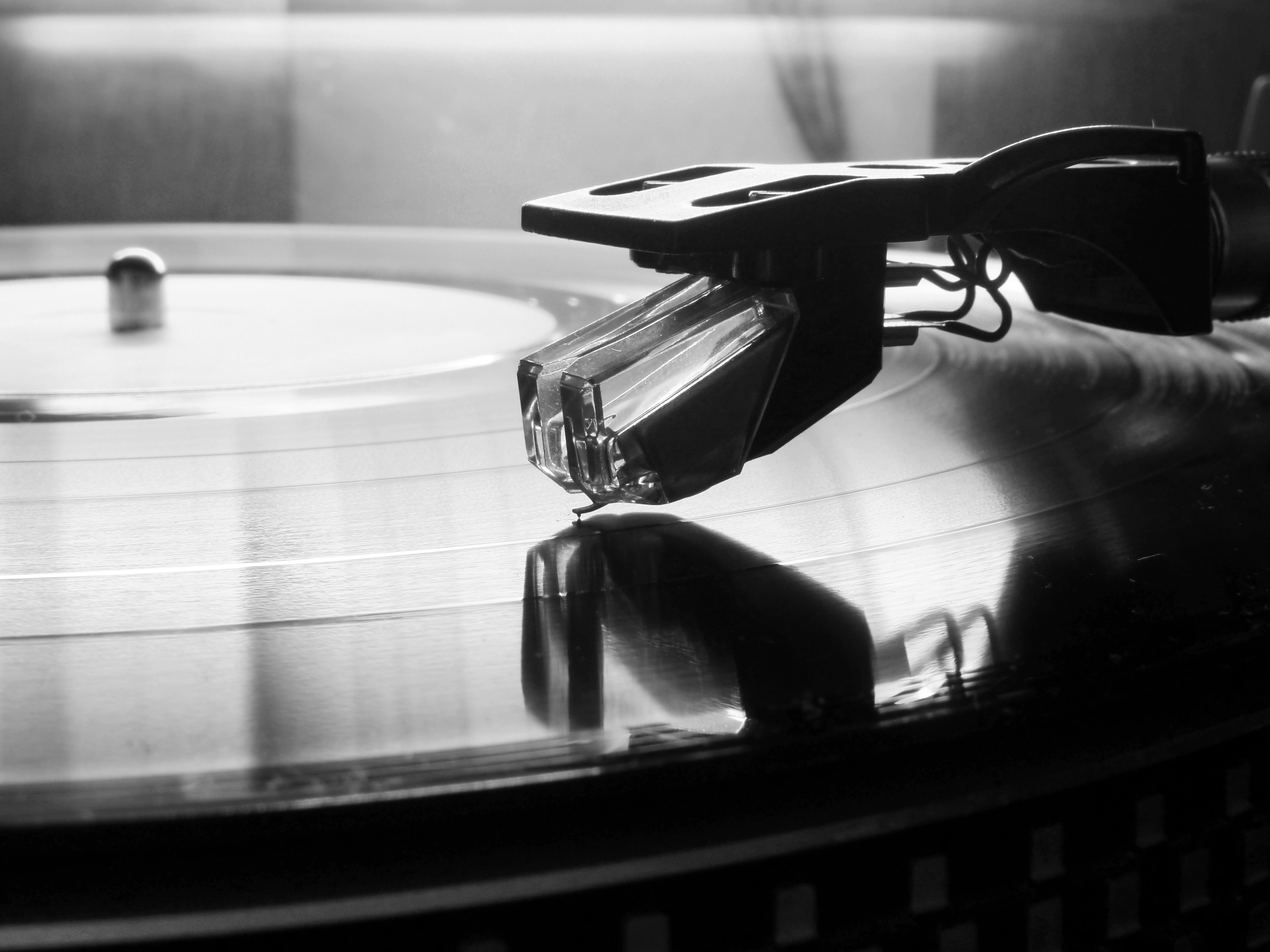
Nålmikrofon ("pickup").

En nålmikrofon eller pickup är den enhet som sitter längst ut på tonarmen på en skivspelare för vinylskivor (grammofonskivor). Pickupen består av en spets av diamant eller tidigare safir som är monterad på en rörlig magnet. Två spolar (för vänster respektive höger ljudkanal) känner av magnetens rörelse och omvandlar denna till en elektrisk signal som via en elkabel överförs till en förstärkare. Det finns även pickuper med rörliga spolar som rör sig i ett magnetfält, så kallade "moving coil"-pickuper. Dessutom finns nålmikrofoner som utnyttjar de piezoelektriska egenskaperna hos vissa material, så kallade kristallpickuper. De elektriska egenskaperna skiljer avsevärt mellan MM ("moving magnet"), MC ("moving coil") och kristalltyperna, framför allt impedans och utspänning.

## Skating
När nålmikrofonen läser ljudspåret skapas en friktionskraft som beror på rörelsen mellan skiva och nål. Denna kraft har en riktning, som inte i alla lägen är linjerad med den tänkta linjen mellan tonarmens lagerställe och nålen. Detta leder till att nålmikrofonen utsätts för en sidkraft och om inte nålen vore styrd av spåret, skulle hela pickupen glida i sidled, "skating". Den sidokraft som uppstår motverkas på mer avancerade grammofoner med någon form av justerbar motkraft, som oftast angriper tonarmen nära dess lagring. Sidokraften kan nämligen, även om den är ganska svag, påverka ljudåtergivningen och bidra till onödigt slitage av skiva och nål.
Tillverkarna av skivspelare löser fenomenet med olika anordningar. Vanligast är en justerbart upphängd vikt, som balanserar sidokraften från pickupen genom att skapa en från grammofoncentrum motriktad kraft.